# Médico de familia (serie de televisión)
Médico de familia es una serie de televisión española de comedia dramática, producida por Globomedia y GECA para Mediaset España y su emisión en Telecinco.

## Historia
El rodaje de Médico de familia se inició en agosto de 1995 en el Estudio 3 del Centro de Producción de Programas de Mediaset España en Fuencarral, siendo éste su plató entre 1995 y 1999. 
Su emisión comenzó el viernes, 15 de septiembre de 1995 a las 21h20, para posteriormente pasar a la noche de los martes desde el 19 de septiembre de 1995, entre las 21h30 / 22h30, día de la semana en el cual se mantuvo hasta su final, liderando su franja de emisión durante sus cuatro años de emisión, llevando a Telecinco a la moda por las series nacionales.
Fuera de nuestras fronteras, fue emitida y adaptada en Alemania, Bélgica, Finlandia, Italia, Portugal y Rusia, entre otros países. Rai 1, canal de la empresa de televisión y radio pública y estatal de Italia, realizó con bastante éxito una adaptación titulada Un medico in famiglia, la cual se estrenó 1998 y finalizó en 2016 con buenos niveles de audiencia, superándola en años de emisión y en capítulos emitidos.
La serie mantuvo a lo largo de sus nueve temporadas y cuatro años de emisión una media de 7.614.000 (43,6%), siendo la serie más vista de la historia de España en número de espectadores. El presupuesto medio por cada uno de los 119 episodios era de 360.000 €.
Tras finalizar su emisión en 1999, Telecinco siguió reponiendo la serie durante algunos años más. También fue emitida por Canal Satélite Digital y Vía Digital —Digital +—, que adelantaban quince días la emisión del  capítulo semanal emitido por Telecinco; por Factoría de Ficción, cuando era una cadena de pago propiedad de Antena 3 y Telecinco y posteriormente por Telecinco Estrellas y Factoría de Ficción. En 2011, Mitele, la plataforma online de Mediaset España, añadió a su oferta todos los capítulos de la serie, sin embargo, en 2013 dejó de estar disponible en dicha plataforma.
Entre septiembre de 2018 y marzo de 2019 se emitió en Trece. 
El 6 de abril de 2018, el programa Mi casa es la tuya emitido en Telecinco reunió a Lydia Bosch, Luisa Martín, Francis Lorenzo, Aarón Guerrero, Isabel Aboy y Marieta Bielsa, con los testimonios de Emilio Aragón, Jorge Roelas y Antonio Molero.
Desde el 21 de julio de 2023 y tras una década sin poder verse de forma legal en ninguna plataforma a la carta, Netflix la añadió a su oferta, estando disponibles en la plataforma todos los episodios hasta el 19 de julio de 2025. Desde el 28 de marzo de 2025 también está disponible en el catálogo de Prime Video y Apple TV+.

## Argumento
La serie cuenta los problemas familiares, personales y profesionales que le suceden a un joven médico, el doctor Nacho Martín (Emilio Aragón), viudo con tres hijos, Chechu (Aarón Guerrero), María (Isabel Aboy) y Anita (Marieta Bielsa); un sobrino adolescente a su cargo, Alberto (Iván Santos); su padre, el señor Manolo (Pedro Peña) y su asistenta, Juani (Luisa Martín). También está presente su cuñada Alicia (Lydia Bosch), con quien acaba casándose en segundas nupcias y teniendo mellizos (Elena y Manuel) y hay que destacar además, la presencia de Julio (Francis Lorenzo), su mejor amigo y de su primo Alfonso (Antonio Valero); así como la de Hipólito (Antonio Molero) y de sus compañeros del centro de salud Ballesol: Borja (José Ángel Egido), Gertru (Lola Baldrich), Paco (Jorge Jerónimo), Laura (Paula Sebastián), Mariano (Juan Polanco), Marcial (Jorge Roelas), Irene (Ana Duato), Teo (Alfredo Lucchetti), Óscar (José Conde), Ernesto (Alberto Domínguez-Sol), Marta (Mónica Aragón), Luis (Antonio Castro), Ángel (Jordi Rebellón), Nuria (Mapi Galán), Javi (Ramón Agirre), Charlas (Kino Pueyo) y Michi (Ramiro Miguel).

## Sobre la serie
El secreto de la serie, según El Mundo  estuvo no en gustar a todos, sino en no desagradar a nadie. La serie representaba estratégicamente a la clase media acomodada (Nacho y Alicia), a la clase trabajadora (Poli, Juani y Marcial) y a los adolescentes, los niños y la tercera edad.
Ha sido una de las principales series de carácter familiar, junto a Cuéntame cómo pasó, Farmacia de guardia, 7 vidas, Los Serrano, Aquí no hay quien viva y Aída que han marcado un antes y un después en la ficción televisiva española.

## Equipo

### Artístico
Por los 119 episodios de Médico de familia pasaron 700 actores.

#### Principales
Señal:      = Principales (Protagonistas)
Señal:      = Recurrentes
Señal:       = Apariciones especiales/Cameo
| Emilio Aragón         | Nacho Martín Villar      | 14 | 14 | 13 | 13 | 14 | 12 | 14 | 13 | 13 | 120 |
| Lydia Bosch           | Alicia Soller Moreno     | 14 | 14 | 13 | 13 | 14 | 12 | 14 | 13 | 13 | 120 |
| Luisa Martín          | Juani Ureña              | 14 | 14 | 13 | 13 | 14 | 12 | 14 | 13 | 13 | 120 |
| Pedro Peña            | Manolo Martín            | 14 | 14 | 13 | 13 | 14 | 12 | 13 | 11 | 13 | 117 |
| Aarón Guerrero        | Chechu Martín Soller     | 14 | 14 | 13 | 13 | 14 | 12 | 14 | 13 | 13 | 120 |
| Isabel Aboy           | María Martín Soller      | 14 | 14 | 13 | 13 | 14 | 12 | 14 | 12 | 13 | 119 |
| Gemma Cuervo          | Consuelo Moreno          | 12 | 7  | 5  | 3  | 7  | 8  | 10 | 7  | 6  | 65  |
| Marieta Bielsa        | Anita Martín Soller      | 14 | 14 | 13 | 13 | 14 | 12 | 14 | 12 | 12 | 118 |
| Iván Santos           | Alberto Fernández Martín | 12 | 14 | 13 | 6  | 13 | 12 | 14 | 10 | 12 | 106 |
| Paula Ballesteros     | Ruth                     | 11 | 9  | 3  | 7  | 6  | 6  | 10 | 7  | 7  | 66  |
| Antonio Molero        | Hipólito Moyano          | 8  | 11 | 8  | 11 | 13 | 11 | 14 | 11 | 12 | 99  |
| José Ángel Egido      | Borja Pradera            | 10 | 10 | 8  | 7  | 6  | 12 | 13 | 5  | 10 | 81  |
| Lola Baldrich         | Gertrudis Yunquera       | 14 | 14 | 10 | 12 | 12 | 10 | 7  | 7  | 11 | 97  |
| Francis Lorenzo       | Julio Suárez             | 14 | 14 | 13 | -  | -  | -  | -  | -  | -  | 41  |
| Carlos Ballesteros    | Nicolás Soller           | 12 | 6  | 3  | -  | -  | -  | -  | -  | -  | 21  |
| Antonio Gamero        | Vicente                  | 10 | 2  | -  | -  | -  | -  | -  | -  | -  | 12  |
| Eva León              | Marga                    | 10 | 3  | -  | -  | -  | -  | -  | -  | -  | 13  |
| Paula Sebastián       | Laura Mengíbar           | 9  | 6  | -  | -  | -  | -  | -  | -  | -  | 15  |
| Juan Polanco          | Mariano                  | 9  | 4  | -  | -  | -  | -  | -  | -  | -  | 13  |
| Jorge Jerónimo        | Paco Díaz                | 12 | 12 | 12 | 6  | 11 | 9  | 11 | 7  | 1  | 81  |
| Jorge Roelas          | Marcial González         | 5  | 13 | 12 | 9  | 13 | 12 | 13 | 12 | 12 | 101 |
| Ana Duato             | Irene Acebal             | 1  | 12 | 9  | 6  | -  | -  | -  | -  | -  | 28  |
| Luis Barbero          | Matías Poyo              | 1  | 3  | 2  | 8  | 5  | 9  | 10 | 9  | 10 | 57  |
| José Conde            | Óscar Sanz               | -  | -  | 7  | 10 | 4  | -  | -  | -  | -  | 21  |
| Isabel Serrano        | Inma                     | -  | -  | 8  | 5  | 7  | 5  | 6  | 7  | 7  | 46  |
| Antonio Valero        | Alfonso Martín           | -  | -  | -  | 5  | 10 | 8  | 12 | 8  | 13 | 56  |
| Mónica Aragón         | Marta Sena               | -  | -  | -  | -  | 4  | 9  | 14 | 10 | 9  | 46  |
| Belén Rueda           | Clara Nadal              | -  | -  | -  | -  | 5  | -  | -  | -  | -  | 5   |
| Alberto Domínguez-Sol | Ernesto                  | -  | -  | -  | -  | 5  | 8  | 11 | 7  | 6  | 37  |
| Miguel Ángel Tocado   | Roberto "Rulas"          | -  | -  | -  | -  | 3  | 3  | 3  | 3  | 5  | 17  |
| Marisa Porcel         | Paca Ureña               | -  | -  | -  | -  | 1  | 1  | 6  | -  | 9  | 17  |
| Antonio Castro        | Luis Fernández           | -  | -  | -  | -  | -  | 10 | 9  | 7  | 6  | 32  |
| Jordi Rebellón        | Ángel Valverde           | -  | -  | -  | -  | -  | 1  | 6  | 3  | 4  | 13  |
| Estefanía Falcón      | Luisa                    | -  | -  | -  | -  | -  | -  | 13 | 12 | 9  | 34  |
| Ramón Agirre          | Javi                     | -  | -  | -  | -  | -  | -  | -  | -  | 13 | 13  |
| Ramiro Miguel         | Miguel "Michi" Díaz      | -  | -  | -  | -  | -  | -  | -  | -  | 13 | 13  |
| Kino Pueyo            | Tomás "Charlas" Uribe    | -  | -  | -  | -  | -  | -  | -  | -  | 13 | 13  |
| Mapi Galán            | Nuria Cañadas            | -  | -  | -  | -  | -  | -  | -  | -  | 13 | 13  |

#### Episódicos
Entre los actores que participaron con papeles episódicos en la serie durante uno o más capítulos destacan: 
- Marcial Álvarez.
- Carmen Arévalo.
- Tito Augusto.
- Asunción Balaguer.
- Alicia Borrachero.
- María Casal.
- Silvia Casanova.
- Paloma Cela.
- Fernando Chinarro.
- Luis Ciges.
- Manolo Codeso.
- Juanjo Cucalón.
- Silvia Espigado.
- Cesáreo Estébanez.
- Bernabé Fernández.
- Raúl Fraire.
- Ana Frau.
- Paca Gabaldón.
- Christian Gálvez.
- Ginés García Millán.
- Paloma Gómez.
- Vicente Haro.
- Carlos Hipólito.
- Antonio Hortelano.
- Vicky Lagos.
- Ramón Langa.
- Chete Lera.
- Emilio Linder.
- Paco Luque.
- Mario Martín.
- Álvaro Monje.
- Rubén Ochandiano.
- Guillermo Ortega.
- Miguel Ortiz.
- Blanca Portillo.
- Jesús Ruyman.
- Mar Saura.
- Janfri Topera.
- Antonio de la Torre.
- Santiago Urrialde.
- Maru Valdivieso.
- Tina Sainz.
- Raquel Meroño.

#### Cameos
En la serie aparecieron muchos famosos interpretándose a sí mismos:
- Cantantes: Montserrat Caballé, Montserrat Martí, Celia Cruz, Ricky Martin, Malú y Britney Spears.
- Deportistas: Julen Guerrero, Achille Emaná y Chechu Biriukov.
- Presentadores: Pepe Navarro, Belinda Washington, Chapis, María Teresa Campos, Iñaki Gabilondo, Fernando Ónega y Àngels Barceló.
- Otros: Miliki, Rita Irasema y Judit Mascó.

### Técnico
Durante 4 años, un equipo de cerca de 140 profesionales hizo posible la serie.
- La serie tuvo un total de 29 guionistas y 17 decorados.
- Para grabar los 119 episodios, fueron necesarias 7.000 horas y 900 días de trabajo.[12]

- Producción ejecutiva de Estudios Picasso
  - Miguel Morant.
  - Lola Moreno.
- Producción ejecutiva 
  - Daniel Écija.
  - Emilio Aragón.
  - Juan Carlos Cueto.
  - Jesús del Cerro.
  - Rocío Martínez Llano.
  - Ana Maroto.
- Dirección
  - Daniel Écija.
  - Jesús del Cerro.
  - Juan Carlos Cueto.
  - Ana Maroto.
  - Juanma Rodríguez Pachón.
  - Emilio Aragón.
- Coordinación de guion 
  - Manuel Valdivia.
  - Juan Carlos Cueto.
  - José Camacho.
  - Ana Maroto.
  - Rocío Martínez Llano.
- Dirección de Producción
  - Carlos Apolinario.
  - César Ruiz de Diego.
  - Miguel Ángel Larraya.
- Producción delegada de Estudios Picasso
  - Finocha Formoso.
  - Paloma Ortiz de Zárate.
- Producción Globomedia
  - Ana Martín Pérez.
  - Carlos Apolinario.
  - Julia de Frutos.
- Guion
  - Mikel Alvariño.
  - José Ramón Barbado.
  - Nacho Cabana.
  - José Camacho.
  - Joe Chilco.
  - Fernando Cordero.
  - Juan Carlos Cueto.
  - Gregorio Doval.
  - Luis Fernández.
  - Javier Figuero.
  - Carolina Franquiz.
  - Víctor García.
  - Itziar Gavilán.
  - Cristina López.
  - Ana Maroto.
  - Carlos Martín.
  - José Luis Martín.
  - Rocío Martínez Llano.
  - Felipe Mellizo Sanz.
  - Gema Muñoz.
  - Felipe Pontón.
  - Ernesto Pozuelo.
  - Juan Vicente Pozuelo.
  - Curro Royo.
  - Ignasi Rubio.
  - Manuel Ríos San Martín.
  - Piedad Sancristóval.
  - Pablo Tébar.
  - Manuel Valdivia.
  - Nacho G. Velilla.
  - Antonio Venegas.
  - Jesús del Cerro.
- Dirección de Casting
  - Luis San Narciso.
  - Tonucha Vidal.
- Dirección de Arte
  - Fernando González Ansa.
  - Chemina Orobia.
  - Amparo Aragón.
- Dirección de Fotografía 
  - Juan Arquero.
  - Jesús Haro.
  - Pedro Arribas.
- Producción
  - Santiago de la Rica.
  - Javier Redondo.
  - Sergio Rueda.
  - José Andrés Florido.
  - Gerardo Moreno.
  - Alfredo Alba de Luz.
  - María Gil Gómez de la Serna.
  - Pilar Barranco.
  - Yumey Alonso.
  - Virginia Bravo.
- Realización 
  - Arantxa Écija.
  - Irene Olaciregui.
  - Jesús Rodrigo.
  - Joaquín Zamora.
  - Margarita Fernández Galende.
  - Margarita Puebla.
  - María Cereceda.
  - Miguel Ángel Rodríguez.
- Primer ayudante de Dirección 
  - Guillermo Fernández Groizard.
  - Begoña Álvarez Rojas.
  - Jesús del Cerro.
  - Juan de Dios Casquero.
  - Juanma Rodríguez Pachón.
- Ayudantes de Dirección 
  - José Ramón Santos.
  - Vinicio García.
  - Miguel Ángel Valbuena.
  - Patricia Guadaño.
  - Andrés Albarracín.
  - Ana Serret.
  - Pablo Tébar.
  - Luis Santamaría.
  - David López.
  - David García González.
  - Eva Jiménez de la Parra.
- Asistentes de Producción 
  - Arancha Barrachina.
  - Miguel Turón.
  - Carmelo Puertas.
  - Estefanía Rueda.
  - Javier Redondo.
  - Sabina Martínez.
- Ayudantes de Realización 
  - Iñaki Ariztimuño.
  - Paco Gallego.
  - Alejandro Jaquotot.
  - María Múgica.
  - Gemma Collado.
  - Fernando Lasala.
  - Esther Martínez.
  - Eva Seguí.
  - Arantxa Martín.
  - Mari Ángeles Piris.
- Estilismo
  - Chus Rueda.
  - Loles García Galeán.
- Maquillaje y peluquería 
  - Elena Bernardos.
  - Luisa Iglesias.
- Departamento de Decoración-atrezzo
  - Daniel Chaves.
  - Estela Torres.
  - Jenny Hill.
  - Carmen Chaves.
  - Cristina López de Mata.
  - Raquel Benavides.
  - Alfonso Cortizo.
  - Iñaki Martín Vega.
  - Chemina Orobia.
  - Rocío Asensi.
  - Amparo Aragón.
- Música
  - Josemi Estébanez.
  - Emilio Aragón.
  - Manel Santisteban.
- Departamento de Sonido 
  - Germán Casado.
  - José María Gutiérrez.
  - Justo Sanz.
- Ayudantes de Sonido 
  - Juan Antonio Casado.
  - Pedro Toribio.
  - Joaquín Rebollo.
- Foto fija
  - Manuel Alcázar Alcázar.
- Edición 
  - Jorge Guillén.
  - Fernando Lasala.
  - Marino San Román.
  - Luis Pastor.
  - José Antonio Palma.
  - Ricardo Zamora.
  - Miguel Guzmán.
  - Ana Lozano.
- Iluminación
  - Pedro Arribas.
  - Amando Crespo.
- Departamento de Casting 
  - Daniel Écija.
  - Emilio Aragón.
  - Manuel Valdivia.
  - Felipe Mellizo.
  - Juan Carlos Cueto.
  - Jesús del Cerro.
  - Manuel Ríos San Martín.
  - José Camacho.
  - Ana Maroto.
  - Rocío Martínez Llano.
  - Juanma Rodríguez Pachón.
  - José Ramón Santos.
  - Vinicio García.
  - Juan de Dios Casquero.
  - Begoña Álvarez Rojas.
  - Miguel Ángel Valbuena.
  - Patricia Guadaño.
  - Andrés Albarracín.
  - Ana Serret.
  - Guillermo Fernández Groizard.
  - Pablo Tébar.
  - Luis Santamaría.
  - David López.
  - David García González.
  - Eva Jiménez de la Parra.
  - Luis San Narciso.
  - Tonucha Vidal.
  - Andrés Cuenca.
- Departamento de Maquillaje y peluquería 
  - Silvia Rodríguez.
  - Marta Santiago.
- Departamento de Efectos especiales 
  - Pedro Moreno.
- Script 
  - Eva Seguí.
  - Eva Jiménez de la Parra.
- Tutoría de los niños 
  - Arantxa Martínez.
  - Diego Martín-Montalvo.
- Especialistas 
  - Pablo Garaizabal.
  - Ángel Plana.
  - Nacho Serapio.
  - Juan José Rodríguez.
- Conductor 
  - José Albadalejo.

## Temporadas
| Temporada | Temporada | Episodios | Estreno                  | Final                   | Audiencia media | Audiencia media | Audiencia media      | Audiencia media      |
| Temporada | Temporada | Episodios | Estreno                  | Final                   | Espectadores    | Cuota           | Temporada televisiva | Temporada televisiva |
| Temporada | Temporada | Episodios | Estreno                  | Final                   | Espectadores    | Cuota           | Espectadores         | Cuota                |
| --------- | --------- | --------- | ------------------------ | ----------------------- | --------------- | --------------- | -------------------- | -------------------- |
|           | 1.ª       | 14        | 15 de septiembre de 1995 | 12 de diciembre de 1995 | 7 365 000       | 41,3%           | 7 745 000            | 44,0%                |
|           | 2.ª       | 13        | 5 de marzo de 1996       | 4 de junio de 1996      | 8 103 000       | 46,7%           | 7 745 000            | 44,0%                |
|           | 3.ª       | 13        | 1 de octubre de 1996     | 24 de diciembre de 1996 | 7 783 000       | 43,6%           | 7 515 000            | 43,6%                |
|           | 4.ª       | 13        | 1 de abril de 1997       | 24 de junio de 1997     | 7 481 000       | 43,6%           | 7 515 000            | 43,6%                |
|           | 5.ª       | 14        | 23 de septiembre de 1997 | 23 de diciembre de 1997 | 9 169 000       | 49,4%           | 8 555 000            | 48,0%                |
|           | 6.ª       | 12        | 14 de abril de 1998      | 30 de junio de 1998     | 7 952 000       | 46,6%           | 8 555 000            | 48,0%                |
|           | 7.ª       | 14        | 15 de septiembre de 1998 | 15 de diciembre de 1998 | 7 308 000       | 41,1%           | 6 971 000            | 40,3%                |
|           | 8.ª       | 13        | 13 de abril de 1999      | 6 de julio de 1999      | 6 585 000       | 39,7%           | 6 971 000            | 40,3%                |
|           | 9.ª       | 13        | 21 de septiembre de 1999 | 21 de diciembre de 1999 | 6 804 000       | 39,6%           | 6 834 000            | 39,8%                |
| Total     | Total     | 119       | 15 de septiembre de 1995 | 21 de diciembre de 1999 | 7 617 000       | 43,5%           | 7 524 000            | 43,1%                |

Médico de familia fue el espacio más visto en tres de los cinco años que estuvo en emisión. Ha sido el programa de televisión que ha tenido la media de espectadores más alta, con una audiencia de entre cinco y diez millones de espectadores.

## Premios
| Año                                                                                          | Categoría                                                                                          | Dirigido a                                                                                         | Resultado                        |
| TP de Oro (Revista Teleprograma)                                                             | TP de Oro (Revista Teleprograma)                                                                   | TP de Oro (Revista Teleprograma)                                                                   | TP de Oro (Revista Teleprograma) |
| -------------------------------------------------------------------------------------------- | -------------------------------------------------------------------------------------------------- | -------------------------------------------------------------------------------------------------- | -------------------------------- |
| 1995                                                                                         | Mejor Serie Nacional                                                                               | Mejor Serie Nacional                                                                               | Ganadora                         |
| 1995                                                                                         | Mejor Actor                                                                                        | Emilio Aragón                                                                                      | Ganador                          |
| 1995                                                                                         | Mejor Actriz                                                                                       | Lydia Bosch                                                                                        | Nominada                         |
| 1996                                                                                         | Mejor Serie Nacional                                                                               | Mejor Serie Nacional                                                                               | Ganadora                         |
| 1996                                                                                         | Mejor Actor                                                                                        | Emilio Aragón                                                                                      | Ganador                          |
| 1996                                                                                         | Mejor Actriz                                                                                       | Lydia Bosch                                                                                        | Nominada                         |
| 1996                                                                                         | Mejor Actriz                                                                                       | Luisa Martín                                                                                       | Nominada                         |
| 1997                                                                                         | Mejor Serie Nacional                                                                               | Mejor Serie Nacional                                                                               | Ganadora                         |
| 1997                                                                                         | Mejor Actor                                                                                        | Emilio Aragón                                                                                      | Ganador                          |
| 1997                                                                                         | Mejor Actriz                                                                                       | Lydia Bosch                                                                                        | Nominada                         |
| 1997                                                                                         | Mejor Actriz                                                                                       | Luisa Martín                                                                                       | Nominada                         |
| 1998                                                                                         | Mejor Serie Nacional                                                                               | Mejor Serie Nacional                                                                               | Ganadora                         |
| 1998                                                                                         | Mejor Actriz                                                                                       | Lydia Bosch                                                                                        | Ganadora                         |
| 1998                                                                                         | Mejor Actor                                                                                        | Emilio Aragón                                                                                      | Nominado                         |
| 1998                                                                                         | Mejor Actriz                                                                                       | Luisa Martín                                                                                       | Nominada                         |
| 1999                                                                                         | Mejor Actriz                                                                                       | Lydia Bosch                                                                                        | Ganadora                         |
| 1999                                                                                         | Mejor Actor                                                                                        | Emilio Aragón                                                                                      | Nominado                         |
| 1999                                                                                         | Mejor Actriz                                                                                       | Luisa Martín                                                                                       | Nominada                         |
| 1999                                                                                         | Mejor Serie Nacional                                                                               | Mejor Serie Nacional                                                                               | Nominada                         |
| Asociación de Telespectadores y Radioyentes (ATR)                                            | | |                                  |
| 1996                                                                                         | Premio ATR                                                                                         | Premio ATR                                                                                         | Ganadora                         |
| 37.º Festival de Cine y Televisión de Iberoamérica                                           | | |                                  |
| 1996                                                                                         | Mejor Actriz de Reparto                                                                            | Luisa Martín                                                                                       | Ganadora                         |
| Premios Ondas (Grupo Prisa)                                                                  | | |                                  |
| 1996                                                                                         | Nacionales de Televisión: Mejor Serie                                                              | Nacionales de Televisión: Mejor Serie                                                              | Ganadora                         |
| Fotogramas de Plata (Revista Fotogramas)                                                     | | |                                  |
| 1996                                                                                         | Mejor Actor de Televisión                                                                          | Emilio Aragón                                                                                      | Nominado                         |
| 1996                                                                                         | Mejor Actriz de Televisión                                                                         | Lydia Bosch                                                                                        | Nominada                         |
| 1997                                                                                         | Mejor Actriz de Televisión                                                                         | Ana Duato                                                                                          | Ganadora                         |
| 1997                                                                                         | Mejor Actor de Televisión                                                                          | Emilio Aragón                                                                                      | Nominado                         |
| 1998                                                                                         | Mejor Actriz de Televisión                                                                         | Lydia Bosch                                                                                        | Ganadora                         |
| 1998                                                                                         | Mejor Actor de Televisión                                                                          | Emilio Aragón                                                                                      | Nominado                         |
| 1999                                                                                         | Mejor Actriz de Televisión                                                                         | Luisa Martín                                                                                       | Nominada                         |
| Premios de la Unión de Actores y Actrices                                                    | | |                                  |
| 1996                                                                                         | Mejor Actriz Secundaria                                                                            | Luisa Martín                                                                                       | Nominada                         |
| 1997                                                                                         | Mejor Actor de Reparto                                                                             | Antonio Molero                                                                                     | Ganador                          |
| 1997                                                                                         | Mejor Actriz Secundaria                                                                            | Luisa Martín                                                                                       | Ganadora                         |
| 1997                                                                                         | Mejor Actor Secundario                                                                             | Jorge Roelas                                                                                       | Nominado                         |
| 1997                                                                                         | Mejor Actriz Secundaria                                                                            | Lola Baldrich                                                                                      | Nominada                         |
| 1998                                                                                         | Mejor Actor Secundario                                                                             | Antonio Molero                                                                                     | Nominado                         |
| 1999                                                                                         | Mejor Actriz de Reparto                                                                            | Inmaculada Machado                                                                                 | Nominada                         |
| Premios Adircae (Asamblea de Directores Cinematográficos y Audiovisuales de España)          | | |                                  |
| 1997                                                                                         | Mejor Director de Televisión del Año                                                               | Daniel Écija                                                                                       | Ganador                          |
| Premios Zapping (Asociación de Consumidores de Medios Audiovisuales de Cataluña)             | | |                                  |
| 1997                                                                                         | Serie Mejor Valorada por los Socios                                                                | Serie Mejor Valorada por los Socios                                                                | Ganadora                         |
| 1998                                                                                         | Programa de Televisión más Valorado por los Socios                                                 | Programa de Televisión más Valorado por los Socios                                                 | Ganadora                         |
| 1999                                                                                         | Serie de Televisión más Valorada por los Socios                                                    | Serie de Televisión más Valorada por los Socios                                                    | Ganadora                         |
| Premios GECA (Gabinete de Estudios de Comunicación Audiovisual)                              | | |                                  |
| 1997                                                                                         | Al Programa más Visto de Telecinco                                                                 | Al Programa más Visto de Telecinco                                                                 | Ganadora                         |
| 1997                                                                                         | A la Serie Nacional más Vista                                                                      | A la Serie Nacional más Vista                                                                      | Ganadora                         |
| 1997                                                                                         | Al Programa más Visto de la Temporada 1996-97                                                      | Al Programa más Visto de la Temporada 1996-97                                                      | Ganadora                         |
| 1998                                                                                         | Al Programa más Visto de Telecinco                                                                 | Al Programa más Visto de Telecinco                                                                 | Ganadora                         |
| 1998                                                                                         | Serie Nacional más Vista                                                                           | Serie Nacional más Vista                                                                           | Ganadora                         |
| 1998                                                                                         | Al Programa más Visto de la Temporada 1997-98                                                      | Al Programa más Visto de la Temporada 1997-98                                                      | Ganadora                         |
| Premios Paz del Mundo (Premio Mensajeros de la Paz)                                          | | |                                  |
| 1997                                                                                         | Premio Mensajero de Paz: Por su labor en la difusión de valores de paz, solidaridad y humanismo    | Premio Mensajero de Paz: Por su labor en la difusión de valores de paz, solidaridad y humanismo    | Ganadora                         |
| Premios de la ANIGP-TV (Asociación Nacional de Informadores Gráficos de Prensa y Televisión) | | |                                  |
| 1997                                                                                         | Mejor serie de Televisión del Año                                                                  | Mejor serie de Televisión del Año                                                                  | Ganadora                         |
| Antena de Oro (Asociación de Radio y Televisión)                                             | | |                                  |
| 1998                                                                                         | Televisión                                                                                         | Emilio Aragón                                                                                      | Ganador                          |
| Semanal TV                                                                                   | | |                                  |
| 1998                                                                                         | Encuesta de febrero de 1998: Los mejores del 97. Mejor Actor                                       | Emilio Aragón                                                                                      | Ganador                          |
| 1998                                                                                         | Encuesta de febrero de 1998: Los mejores del 97. Mejor Serie                                       | Encuesta de febrero de 1998: Los mejores del 97. Mejor Serie                                       | Ganadora                         |
| Premios Corazón de Oro (Fundación Española del Corazón)                                      | | |                                  |
| 1998                                                                                         | Para «Médico de familia», junto con Carlos Checa y el Instituto Municipal de Deportes de Madrid    | Para «Médico de familia», junto con Carlos Checa y el Instituto Municipal de Deportes de Madrid    | Ganadora                         |
| Premios Integración (Asociación para el Síndrome de Down de Pontevedra)                      | | |                                  |
| 1998                                                                                         | Por la incorporación al elenco fijo de la serie de Alberto Domínguez-Sol como Ernesto              | Por la incorporación al elenco fijo de la serie de Alberto Domínguez-Sol como Ernesto              | Ganadora                         |
| Premios Cambio 16                                                                            | | |                                  |
| 1998                                                                                         | Mejor Actor de Televisión                                                                          | Emilio Aragón                                                                                      | Ganador                          |
| Premio Videomed (Certamen Internacional de Vídeocine Médico)                                 | | |                                  |
| 1998                                                                                         | Galeno de Oro para «Médico de familia», por el impacto positivo en la divulgación del hacer médico | Galeno de Oro para «Médico de familia», por el impacto positivo en la divulgación del hacer médico | Ganadora                         |
| Premios ATV (Academia de Televisión y de las Ciencias y Artes del Audiovisual de España)     | | |                                  |
| 1999                                                                                         | Mejor Ficción                                                                                      | Mejor Ficción                                                                                      | Ganadora                         |
| Premio Imagen Mayor del Año (Ayuntamiento de Madrid)                                         | | |                                  |
| 1999                                                                                         | Pedro Peña, Luis Barbero y Gemma Cuervo                                                            | Pedro Peña, Luis Barbero y Gemma Cuervo                                                            | Ganadores                        |

## Emisión internacional
De 2000 a 2010 se emitió en todos los países de Hispanoamérica.
- Argentina: (Canal 13).
- Ecuador: (Teleamazonas).
- Venezuela: (TVes).

La serie tuvo adaptaciones en Portugal e Italia y además de emitirse en dichos países, también lo hizo en Finlandia, Alemania, Bélgica, Rusia, Hungría, República Checa, Eslovaquia, Eslovenia, Polonia, Yugoslavia, Bulgaria, México, Uruguay, Costa Rica, Ecuador, Argentina, Bolivia, Paraguay, Venezuela y Chile. Además se ha emitido con mayor o menor éxito en todos los países pertenecientes a Hispanoamérica.